# Hatnuah
Hatnuah var ett liberalt politiskt parti i Israel, grundat 2012 av Tzipi Livni och en rad andra avhoppare från partiet Kadima, de båda tidigare partiledarna för arbetarpartiet Amram Mitzna och Amir Peretz samt Avraham Poraz vars parti Hetz upplöstes och uppgick i Hatnuah. Hatnuah fick överta Hetz registrering för att kunna delta i valet och de kampanjmedel som fortfarande fanns kvar.
I valet 2013 vann Hatnuah sex platser och fick nästan fem procent av rösterna.
Inför Knessetvalet i Israel 2015 ingick man valalliansen Sionistunionen med Israeliska arbetarpartiet. Unionen erövrade 18,73 % av rösterna och 24 mandat i Knesset.
Inför valet 2019 meddelade man dock att alliansen skulle upplösas.